# Rosmolen Hof Vermeire
De Rosmolen Hof Vermeire is een restant van een rosmolen in de tot de West-Vlaamse gemeente Jabbeke behorende plaats Stalhille, gelegen aan Langendorpweg 1.
Deze binnenrosmolen fungeerde als korenmolen.
Reeds in 1478 was er sprake van een hoeve op deze plaats. De huidige hoeve is van 1729 en 1776. In de loop van de 19e eeuw kwam de binnenrosmolen tot stand.
Het maalwerk is nog aanwezig, evenals een galg, een slijpsteen en diverse gietijzeren overbrengingen. Het looppad van het paard werd vervangen door een verhoogde betonnen vloer, en de aandrijving geschiedt tegenwoordig ondergronds.